# Ян Опалінський Старший
Ян Опалінський (пол. Jan Opaliński; 1546 —1598) — урядник Королівства Польського в Речі Посполитій, бібліофіл. Відомий під прізвиськом «Старший» або Ян Опалінський IV.

## Життєпис
Походив зі впливового польського шляхетського роду Опалінських гербу Лодзя. Вів родовід від другого сина Петра з Бніна і Опалениці. Його дід і прадід також носили ім'я Ян. Старший син Яна Опалінського, каштеляна сантоцького, і Ганни Борек Гостинської. 
Народився 1546 року. У 1561 році втратив батька, виховувався під опікою матері. 1565 року отримує староство победзіське. 1578 року призначається каштеляном фортеці Рогозьно, перебував на посаді до самої смерті. 1580 року одружився з представницею впливового роду Остроругів. Помер 1598 року.

## Родина
Дружина — Барбара, донька Войцехав Остроруг-Львувського, каштеляна сантоцького.
Діти:
- Ян (1581—1637), воєвода познанський і каліський
- Пйотр (1586—1624)
- Анна
- Зофія, дружина Михайла Горностая